# 폴터가이스트 3
《폴터가이스트 3》(Poltergeist III)는 미국에서 제작된 게리 쉐먼 감독의 1988년 공포 영화이다. 톰 스커릿 등이 주연으로 출연하였다.

## 출연

### 주연
- 톰 스커릿
- 낸시 알렌
- 헤더 오루크
- 라라 플린 보일
- 나단 데이비스

### 조연
- 젤다 루빈스타인

## 기타
- 미술: 폴 에즈
- 배역: 제인 알더먼
- 배역: 쉘리 안드레아스